# Verbesina occidentalis
Verbesina occidentalis là một loài thực vật có hoa trong họ Cúc. Loài này được (L.) Walter miêu tả khoa học đầu tiên năm 1788.